# Ronaldo Laitonjam
Ronaldo Laitonjam Singh (ur. 22 lipca 2002 w Imphalu) – indyjski kolarz torowy.
Laitonjam zaczął trenować kolarstwo w 2014 po tym jak wziął udział w konkursie talentów rozgrywanym w miejscowości, w której mieszkał. W 2019, wspólnie z indyjskim zespołem (w jego składzie znaleźli się również Yanglem Rojit Singh, Esow Alban i Jemsh Singh Keithellakpam), zdobył tytuł mistrza świata juniorów w sprincie drużynowym, ustanawiając jednocześnie ówczesny rekord Azji juniorów w tej konkurencji – był to pierwszy złoty medal zdobyty przez Indie w kolarskim światowym czempionacie w jakiejkolwiek kategorii wiekowej.
W 2019 stanął również na podium mistrzostw Azji juniorów, zdobywając złoto w sprincie drużynowym i srebro w sprincie indywidualnym. Trzy lata później został wicemistrzem Azji w sprincie indywidualnym (był pierwszym indyjskim kolarzem, który zdobył srebrny medal mistrzostw Azji seniorów w kolarstwie torowym), zdobywając także brązowe medale tej imprezy w sprincie drużynowym (w składzie indyjskiej drużyny znaleźli się też Yanglem Rojit Singh i David Beckham Elkathchoongo) oraz rywalizacji na dystansie 1000 metrów.
Laitonjam jest wielokrotnym medalistą mistrzostw Indii w kolarstwie torowym, ustanawiał również szereg rekordów kraju zarówno w kategorii seniorów, jak i w kategoriach juniorskich, był także rekordzistą Azji juniorów zarówno w sprincie indywidualnym, jak i drużynowym.
Laitonjam otrzymał swoje imię na cześć Ronaldinho, którego właściwe imię i nazwisko to Ronaldo de Assis Moreira. Poród Laitonjama rozpoczął się w momencie, gdy w trakcie ćwierćfinałowego spotkania Brazylii z Anglią Ronaldinho zdobył bramkę z rzutu wolnego, przelobowując Davida Seamana – ojciec Laitonjama, przebywający wówczas w pracy na posterunku policji w Śrinagar (około 2 tysiące kilometrów od Imphalu, gdzie urodził się Laitonjam), przed wykonaniem tego stałego fragmentu gry miał założyć się ze współpracownikami o pieniądze, że Ronaldinho strzeli bramkę.

## Osiągnięcia
Opracowano na podstawie:
2019
- 1. miejsce w mistrzostwach Azji juniorów (sprint drużynowy)
- 2. miejsce w mistrzostwach Azji juniorów (sprint indywidualny)
- 1. miejsce w mistrzostwach świata juniorów (sprint drużynowy)

2022
- 2. miejsce w mistrzostwach Azji (sprint indywidualny)
- 3. miejsce w mistrzostwach Azji (sprint drużynowy)
- 3. miejsce w mistrzostwach Azji (1000 metrów)